# Oreodera goudotii
Oreodera goudotii là một loài bọ cánh cứng trong họ Cerambycidae.